# Электробус

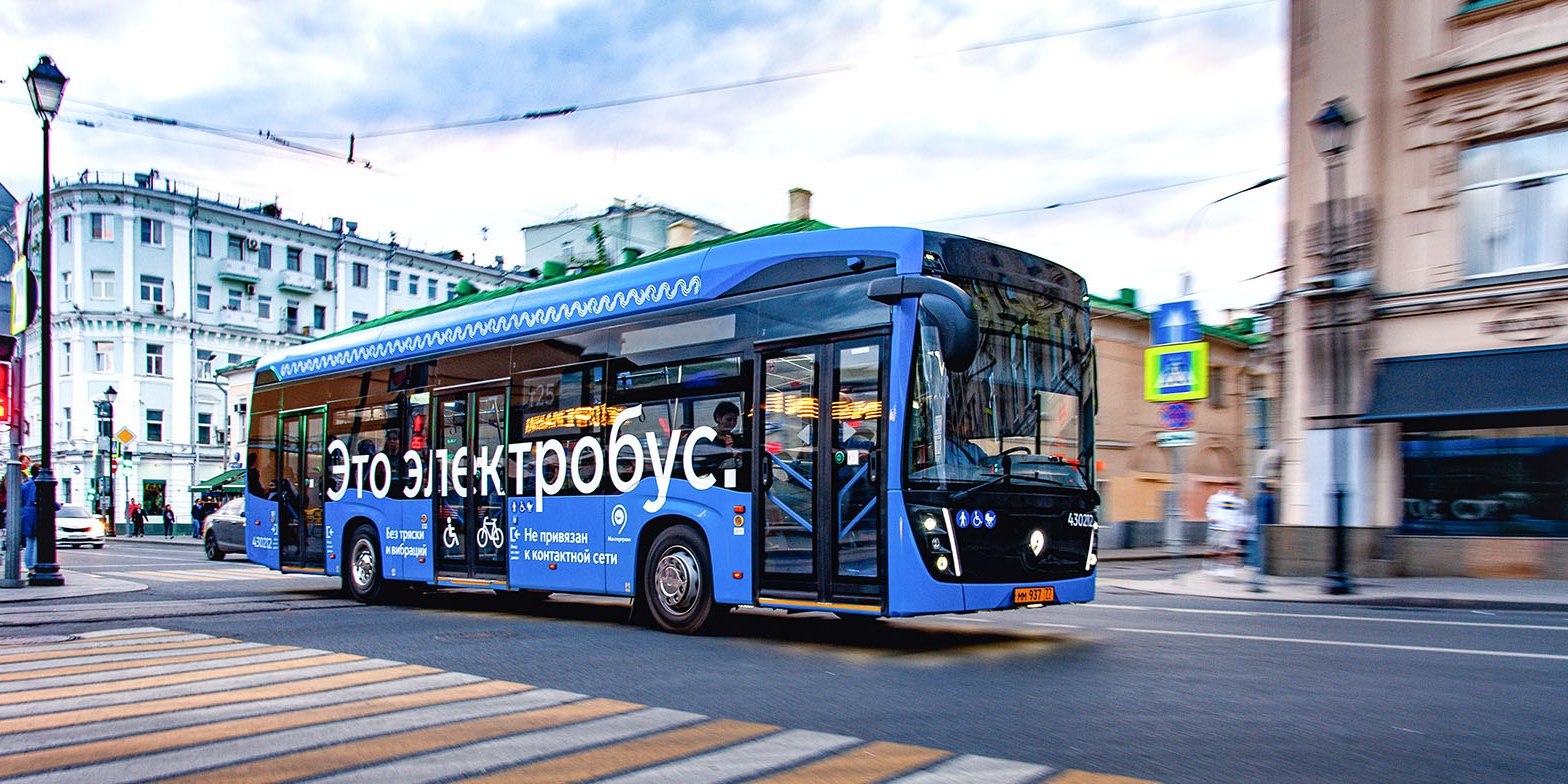
Электробус КамАЗ-6282 в Москве

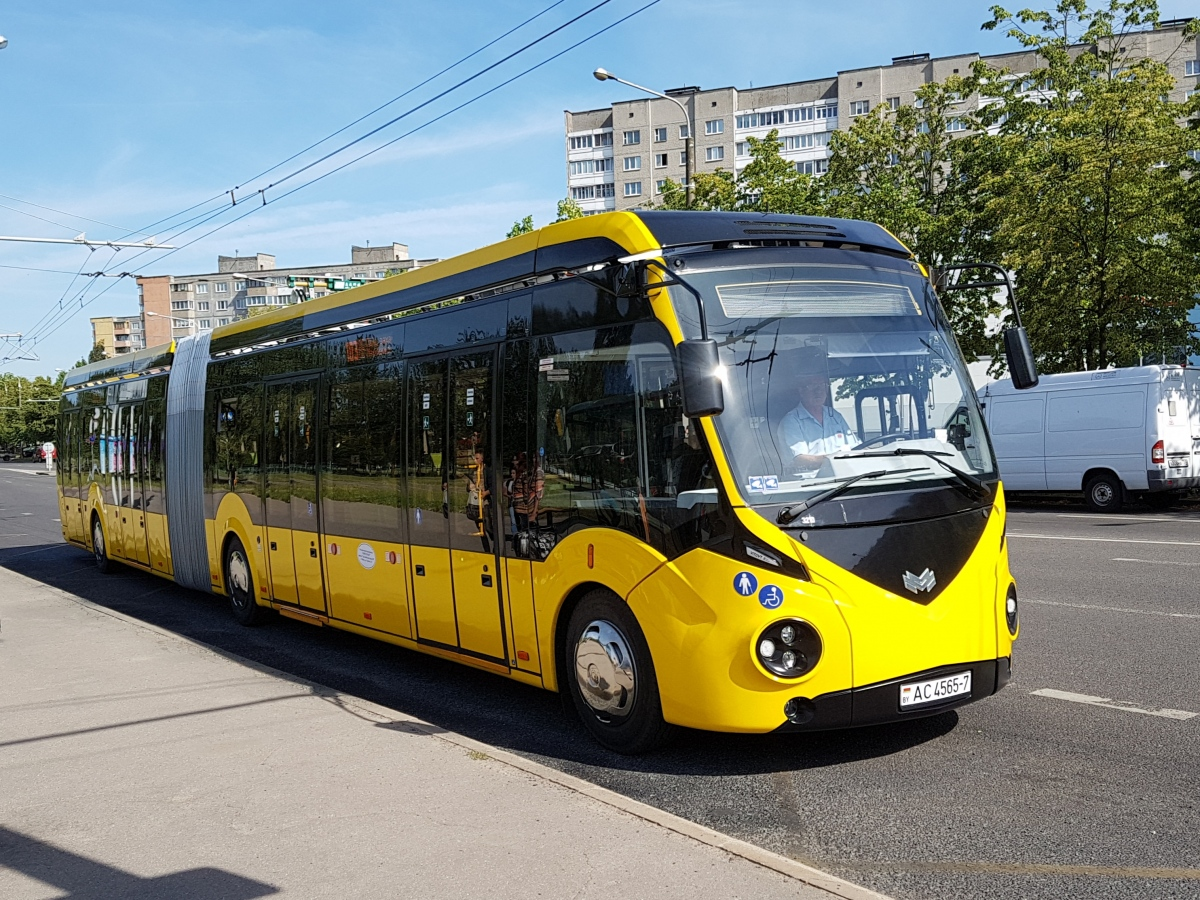
Электробус БКМ E433 Vitovt Max Electro (на базе АКСМ-433)

Электробус в Москве

Электро́бус (электрический автобус) — безрельсовое механическое транспортное средство общего пользования c электрическим приводом, предназначенное для перевозки по дорогам людей по установленному маршруту.
Электроэнергия, необходимая для работы электробуса, может либо подаваться непрерывно из внешнего источника, например с помощью контактных проводов, как в случае троллейбуса, генерироваться на борту, например топливными элементами, либо находиться на борту аккумулированной в накопителе.

## История
Впервые движущаяся модель электробуса на металлических колёсах была продемонстрирована на Всемирной выставке 1900 года в Париже.
Первый электрический маршрутный автобус появился в Великобритании в 1906 году. 15 июля 1907 года в Лондоне компанией «London Electrobus Co.» было открыто регулярное движение автобусов с электроприводом на маршруте между Victoria Station и Liverpool Street.
При сборке британских электробусов использовали французские компоненты и батареи, поставлявшиеся фирмой «Gould Storage Battery Corporation», которые позволяли проходить без подзарядки до 64 километров, что было достаточно для четырёх рейсов между конечными остановками. После утренней смены электробус отправлялся в гараж, где батареи полностью менялись на новые.
Чистые и тихие электробусы были популярны у туристов и жителей Лондона. На пике своего успеха в конце 1908 года в компании было около 20 электробусов. Вскоре был открыт дополнительный маршрут до Килберна.
В начале 1910 года после скандала и обвинений в мошенничестве «London Electrobus Co.» пришлось закрыть. Восемь электробусов были проданы «Brighton, Hove & Preston United», остальные же были разобраны на запасные части.
В 1916 году новым владельцем «Brighton, Hove & Preston United» стал Томас Тиллинг (англ. Thomas Tilling). Последний рейс английского электробуса состоялся в Брайтоне в апреле 1917 года. Тилинг заявил, что нехватка запасных частей вынудила его прекратить работу электрических автобусов.
Первый российский электрический омнибус, предназначенный для перевозки 15 человек, был построен в 1902 году на фабрике «Дукс». Электрический автобус мог двигаться без подзарядки почти 70 километров. Основным автором идеи и проекта выступил изобретатель Ипполит Романов, известный своим электромобилем «Кукушка» для 2 человек, который был представлен широкой общественности Санкт-Петербурга ещё в 1899 году. Особенностью конструкции ходовой части электромобиля стали пневматические шины.
Специальной комиссией Государственной думы проект Романова — омнибус на 15 человек — был одобрен, и его эксплуатация разрешена в Санкт-Петербурге. Планировалось построить около 100 электрических омнибусов, однако из бюджета на эти цели не было выделено ни копейки, а сам изобретатель с командой единомышленников не смог найти средств для реализации проекта.

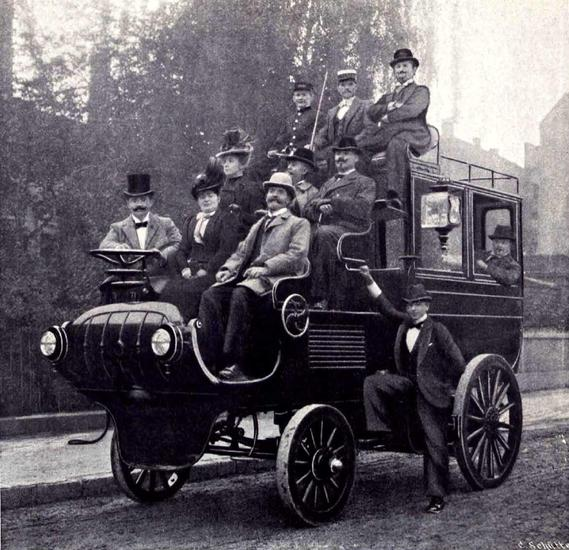
Один из первых берлинских электробусов, сентябрь 1899 года
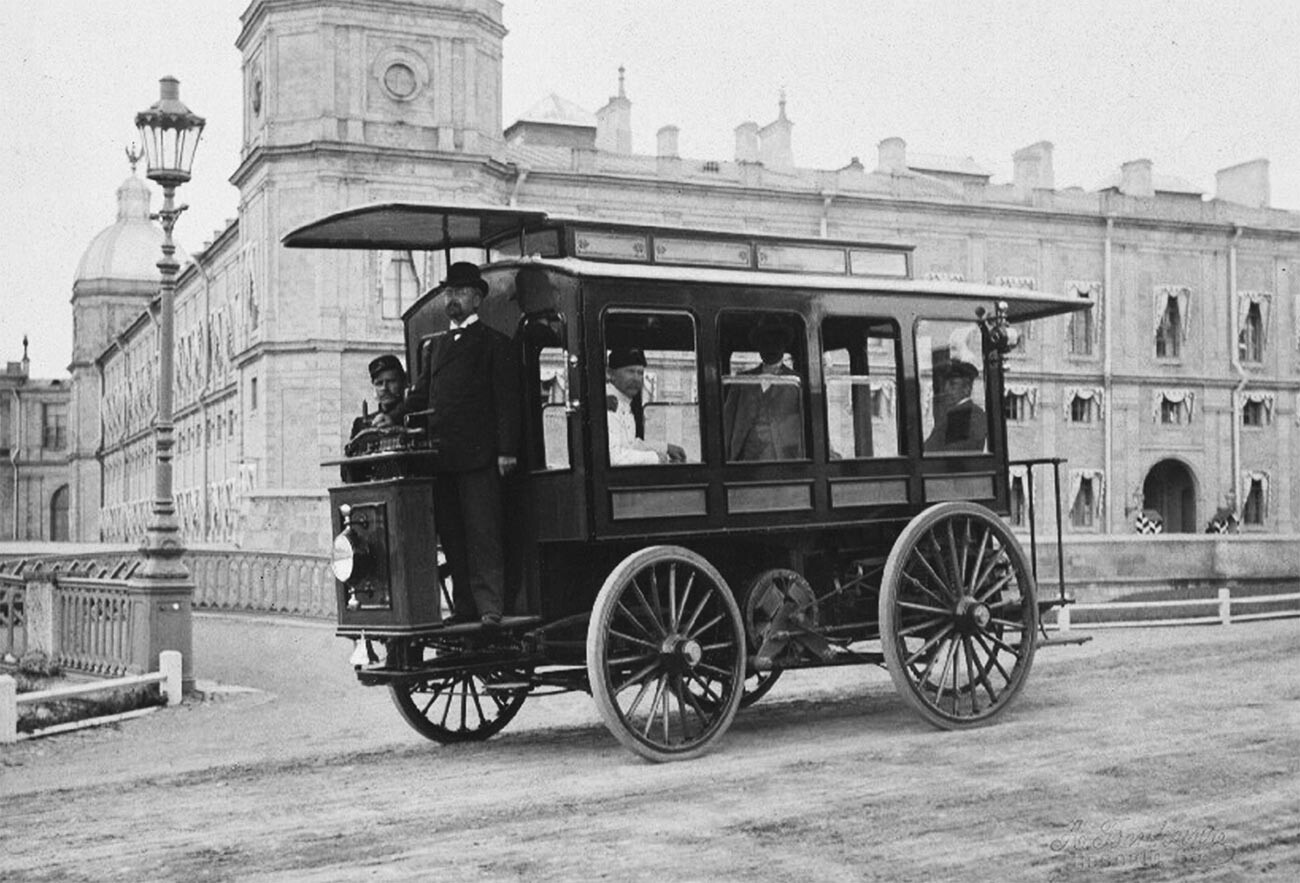
Первый российский электрический омнибус Ипполита Романова, 1900 год
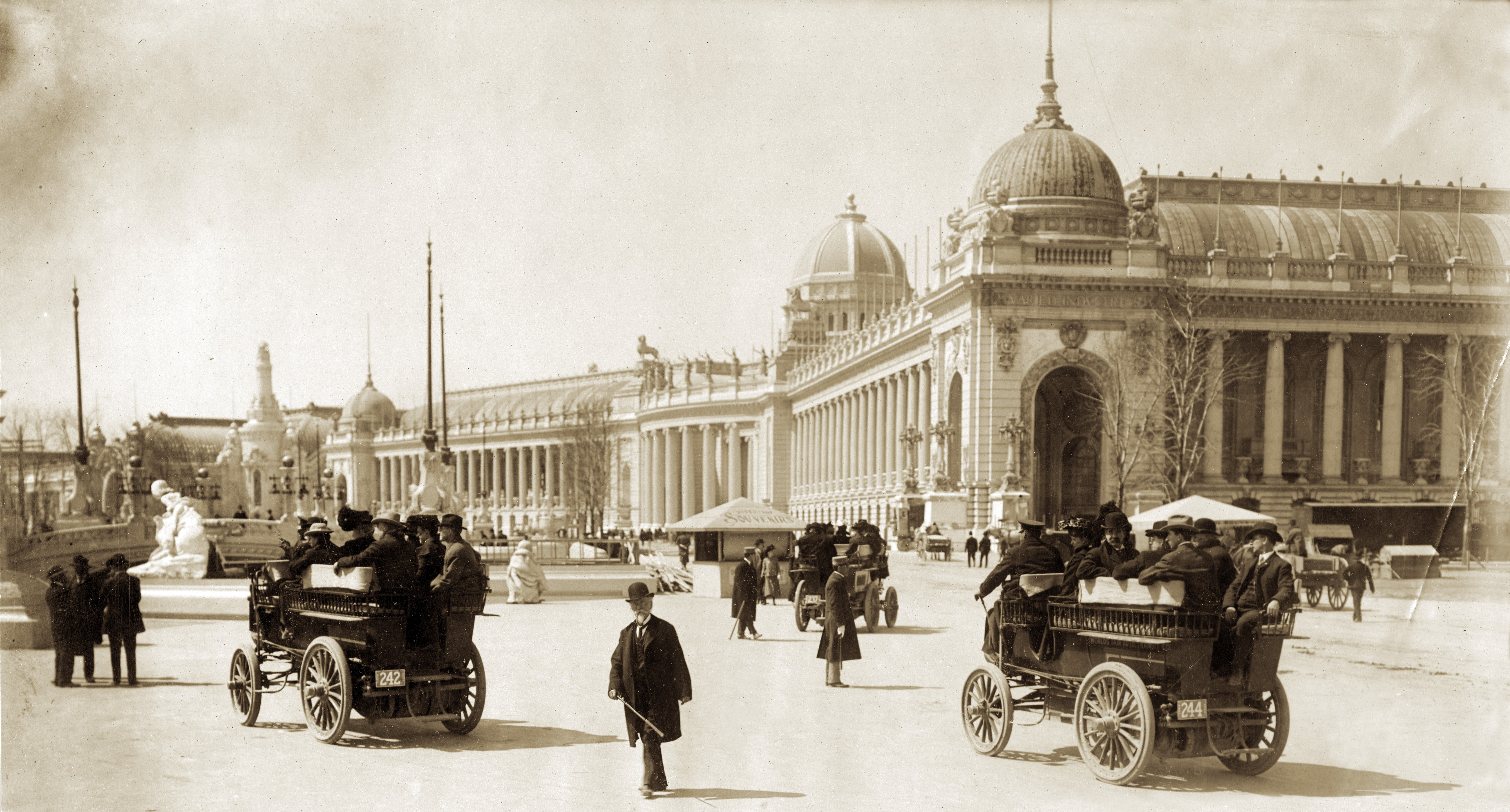
Электрические автобусы в Сент-Луисе на Всемирной выставке 1904 года
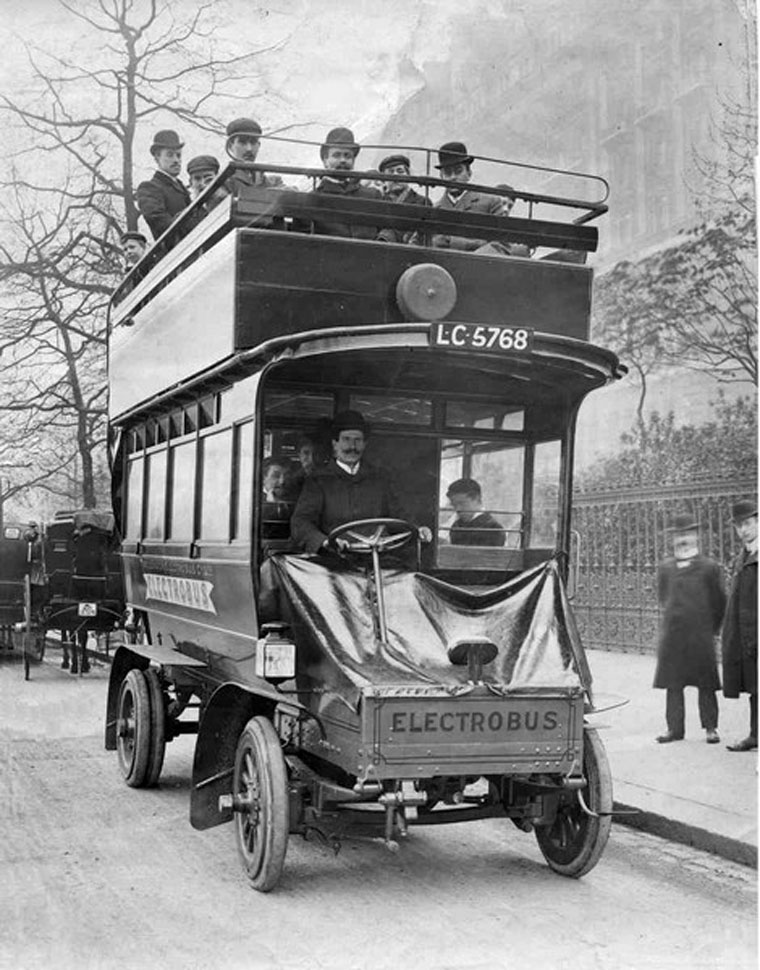
Прототип первого лондонского электробуса на улицах города, 18 апреля 1906 года

## Классификация
В зависимости от технологии электроснабжения силового агрегата и вспомогательных систем современные электробусы можно разделить на следующие классы:
1. С питанием в движении (англ. In-Motion-Feeding — IMF) — троллейбусы;
2. С подзарядкой в движении (англ. In-Motion-Charging — IMC);
3. С подзарядкой на маршруте (англ. Opportunity-Charging — OC);
4. С подзарядкой в депо или на станции (англ. OverNight-Charging — ONC);
5. C питанием от топливных элементов (англ. Fuel Cell Hybrid — FC) — водоробусы.

## Конструкция
Электробус средней или большой вместимости по принципу конструирования и применяемому электрооборудованию во многом похож на троллейбус, а в общей концепции — на электромобиль, каковым он и является, за исключением размеров, вместимости и мощности электропривода.
В качестве накопителя и одновременно источника электроэнергии для работы электробуса в «классическом» варианте используется аккумуляторная батарея большой ёмкости, которую располагают в нишах под кузовом, в заднем отсеке, и т. д.
Ведущие колёса электробуса приводятся в движение тяговым электродвигателем (или несколькими), который посредством электрической системы управления (включающей силовые кабели, контактные или бесконтактные коммутационные устройства и аппараты, прочее), соединён с аккумулятором.
Также в качестве двигателя предлагается применение электрических мотор-колёс (которые хотя и имеют весомые недостатки, но позволяют исключить «классические» передаточные устройства: кардан, дифференциал, полуоси, и т. п.).
В последнее время, с развитием электротехнической промышленности и различными разработками в области тягового электропривода, для электробусов предлагаются новые виды источников электроэнергии  — ионисторы (или так называемые суперконденсаторы), топливные элементы, и т. д. (поэтому понятие электробуса как «транспортного средства (транспортной машины), работающего на аккумуляторных батареях…» либо как «аккумуляторного автобуса…» на сегодня становится устаревшим).
При необходимости промежуточной подзарядки или аварийного питания тягового электропривода на борту электробуса может устанавливаться генераторная установка небольшой мощности.

## Электробусы в мире
Согласно отчёту исследовательской организации BloombergNEF, в 2018 году во всём мире парк электробусов насчитывал почти 425 000 машин. Из них примерно 421 000 только в одном Китае. В Европе насчитывалось около 2 250 единиц и около 300 — в США. Этот год продемонстрировал 32%-й рост парка электробусов по всему миру.
В 2017 году крупнейший в мире парк муниципальных электробусов находился в городе Шэньчжэне (Китай) — 16 359 машин, где все автобусы с двигателями внутреннего сгорания были заменены электробусами.
По прогнозу, данному в отчёте BloombergNEF, к 2025 году парк муниципальных электробусов в Китае может превысить 600 000 единиц, в Европе — 12 000, в США — 4700, в Индии — 3700 и более 9000 по всему остальному миру.

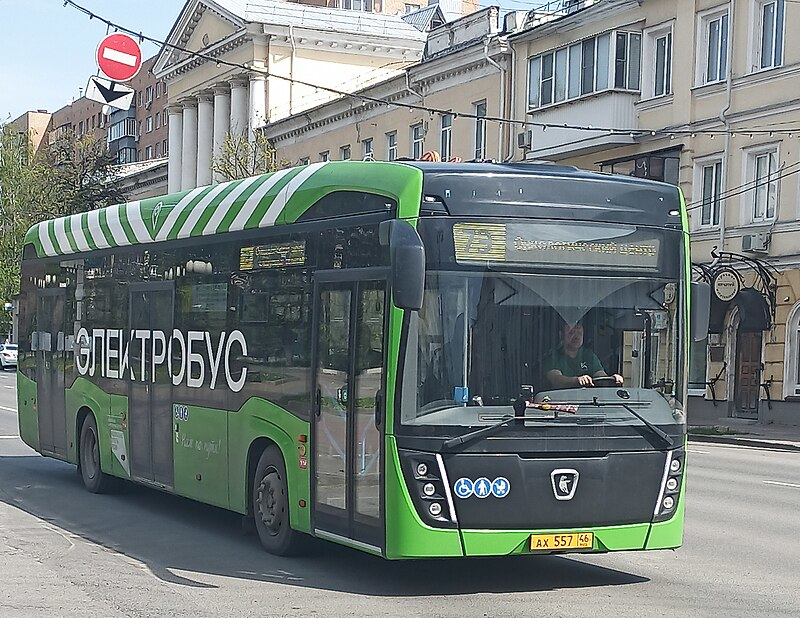
Электробус КамАЗ-6282 на маршруте №7Э в Курске

### Россия

#### «Лиотех»
В 2010 году АО «Роснано» и китайская компания «Thunder Sky Group» подписали соглашение о создании первого в России производства современных литий-ионных батарей.
Основанный в 2011 году новосибирский завод «Лиотех» стал первым в России предприятием по производству литий-ионных аккумуляторов. В 2011-2012 годах появились первые опытные электробусы с аккумуляторами «Лиотех», ими стали Тролза-52501 (5250.10),  НефАЗ--52992 и ЛиАЗ-6274.
С 2017 года завод поставлял аккумуляторные батареи для первых электробусов Volgabus. Электробусы с аккумуляторами «Лиотех» использовались в тестовой эксплуатации, но из-за выявленых проблем так и не были запущены в серию. В 2018-2022 годах предприятие постигло серия банкротств и оно прекратило существование.

#### Электробусы от «Drive Electro»
В сентябре 2017 года Drive Electro совместно с КАМАЗ разработали и передали в двухмесячную опытную эксплуатацию в Москве обновлённый электробус КамАЗ-6282. Электробус был оснащён литий-титанатными аккумуляторами, которые способны выдержать до 20 000 полных циклов заряда/разряда, длительность полной зарядки аккумуляторных батарей составляет 6-20 минут, а заряжать аккумуляторы без подогрева возможно при температуре до −40 °C. Электробус был передан для тестовой эксплуатации вместе со станцией быстрой подзарядки на остановке.
В 2018 году, после успешной эксплуатации КамАЗ-6282, КАМАЗ и Мосгортранс заключили контракт на поставку электробусов для Москвы. За производство тягового оборудования и комплектов аккумуляторных батарей отвечала компания Drive Electro. Всего на конец 2021 Drive Electro произвела и поставила тяговых электроприводов и аккумуляторных батарей для 600 московских электробусов.

#### Низкопольный электробус «Пионер»
На московской выставке Busworld Russia powered by Autotrans 2018 компания ООО «ПК Транспортные системы» представила  образец низкопольного электробуса с использованием МАС (Мобильной аккумуляторной системы) — «Пионер». Это новое решение по размещению дополнительного источника питания в электрическом автобусе, где основной блок батарей размещается в прицепе, и при снижении уровня заряда не требуется время на «подзарядку прицепа», достаточно просто прицепить новый блок батарей.
Сам прицеп может транспортироваться практически любым приспособленным для буксировки автомобилем, что даёт возможность эксплуатанту заменять источник питания электробуса в любом месте. В прицепе размещены NMC-аккумуляторы общей ёмкостью 150 кВт⋅ч, ещё одна батарея на 50 кВт⋅ч установлена на крыше электробуса.
Сам электробус «Пионер» без дополнительных источников питания, расположенных в прицепе, имеет довольно небольшой запас автономного хода, который не превышает 30—35 километров в условиях городского движения. Общий запас хода на полностью заряженных аккумуляторах с прицепом — порядка 200 км.
- Облегчённый алюминиевый кузов с вагонной компоновкой пассажирского салона;
- Высокая комфортабельность и безопасность пассажиров;
- Низкий пол во всём салоне;
- Мобильная аккумуляторная система вместо традиционной системы быстрой и медленной зарядки.

#### Электробус с подзарядкой в движении

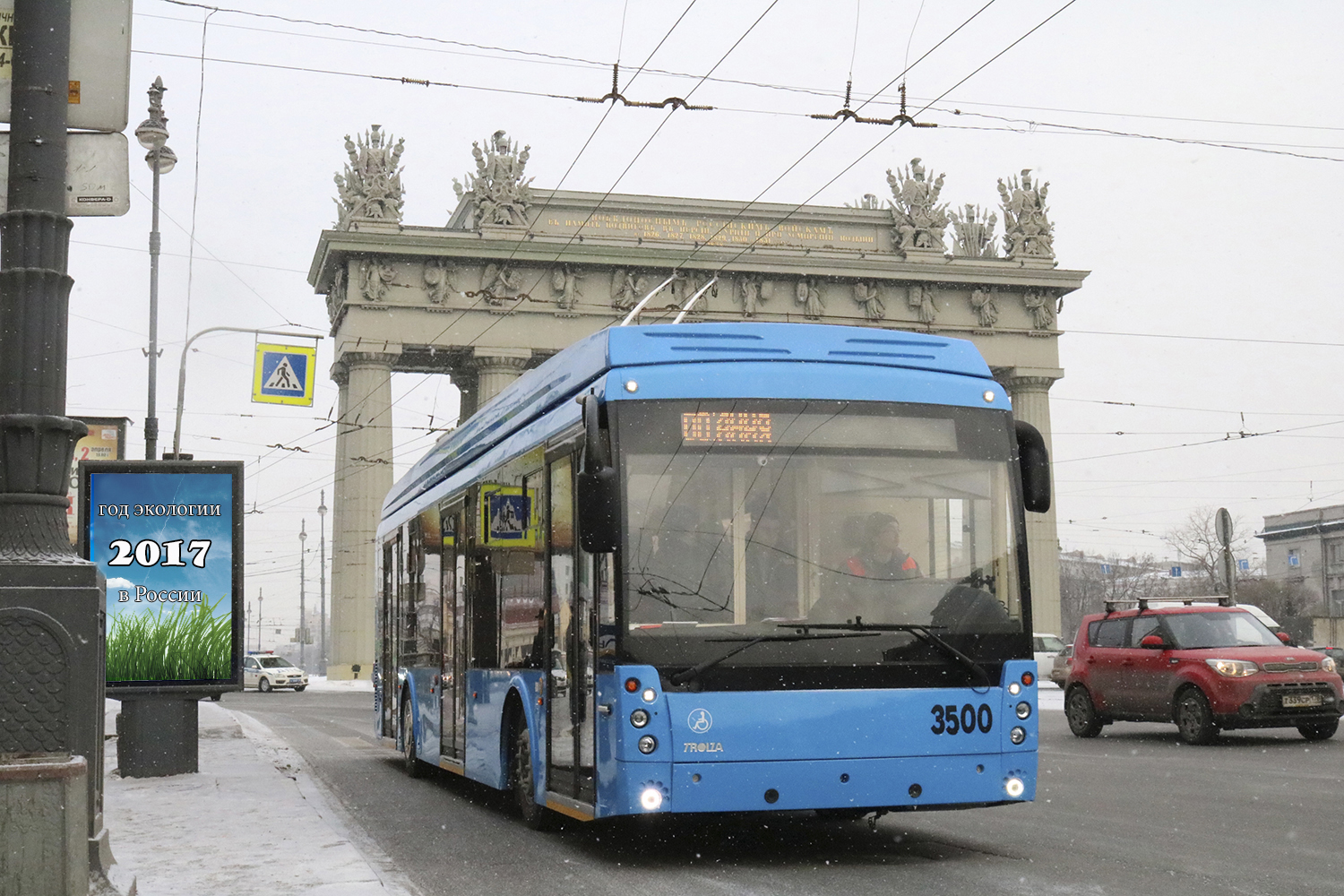
Электробус с подзарядкой в движении производства ЗАО «Тролза» на улицах Санкт-Петербурга. Его ещё называют «автономный троллейбус»

Электробусы с подзарядкой в движении внешне и конструктивно похожи на троллейбусы последнего поколения, но оснащаются аккумуляторными батареями большой мощности. Такие машины используют уже имеющуюся оборудованную контактную троллейбусную сеть для зарядки во время движения по электрифицированному участку.
Подзарядка в движении обеспечивает автономный пробег электробуса от 20 до 70 км, чего вполне достаточно для преодоления участков городской среды, не обеспеченных контактной сетью. Электробус с подзарядкой в движении позволяет создавать новые экологически чистые маршруты без дорогостоящих инвестиций в строительство инфраструктуры. Однако такой подход требует большей мощности от существующей инфраструктуры — энергия нужна и на движение и на зарядку батареи.
Одним из производителей электробусов с подзарядкой в движении или троллейбус с автономным ходом было ЗАО «Тролза». В период с 2014 по 2017 гг. компания «Тролза» поставила такие машины в Тулу, Нальчик, Санкт-Петербург, для нужд ГТЛК. Поставки осуществлялись и за рубеж — в Аргентину, города Росарио и Кордову. Общий объём поставок составил более 200 единиц.
В настоящее время подобная техника производится ООО «ПК Транспортные системы» и ОАО «Белкоммунмаш».
В марте 2025 года глава компании Транспортные системы сообщил в интервью о подготовке электробуса "Генерал", "который не требует закупки специальных зарядных станций и может заряжаться на уже имеющейся трамвайной или троллейбусной инфраструктуре" с технологией "комбинированного восполнения заряда тяговых батарей, которая сочетает в себе сразу три типа зарядки: медленного — от розетки; динамического — от токоприемников — и быстрого или ультрабыстрого типа — через токоприемники. Его можно заряжать от троллейбусной и трамвайной инфраструктуры, от зарядных станций сети 380 или 600 вольт.

#### Москва

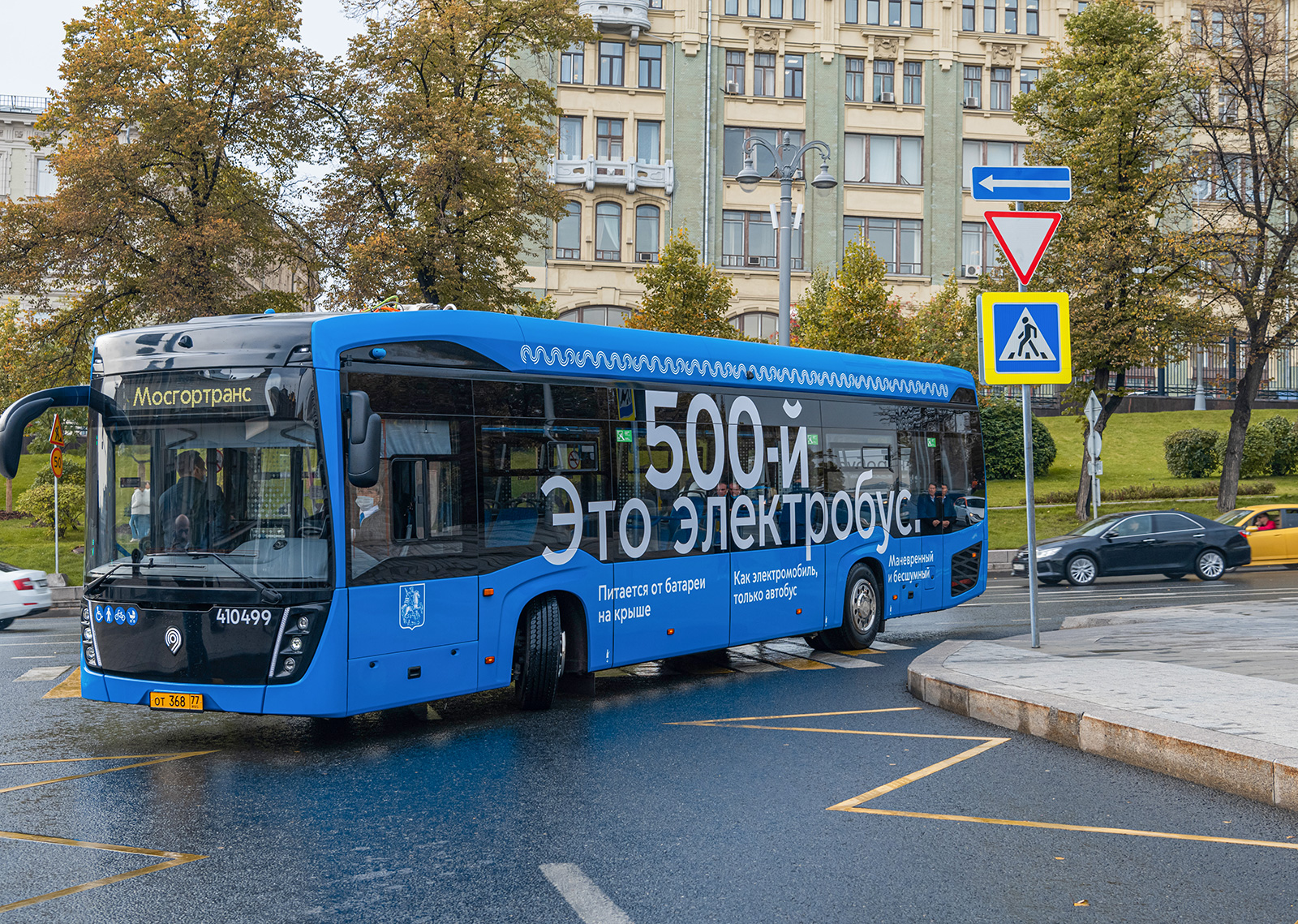
Электробус КамАЗ-6282

1 сентября 2018 года в Москве на городские маршруты пассажирского наземного транспорта запущены электрические автобусы. Конкурс на закупку электробусов выиграли две российские компании — КамАЗ и группа ГАЗ. Правительство Москвы планирует закупать по 300 машин у этих производителей ежегодно, заменяя ими троллейбусные и автобусные маршруты столицы.

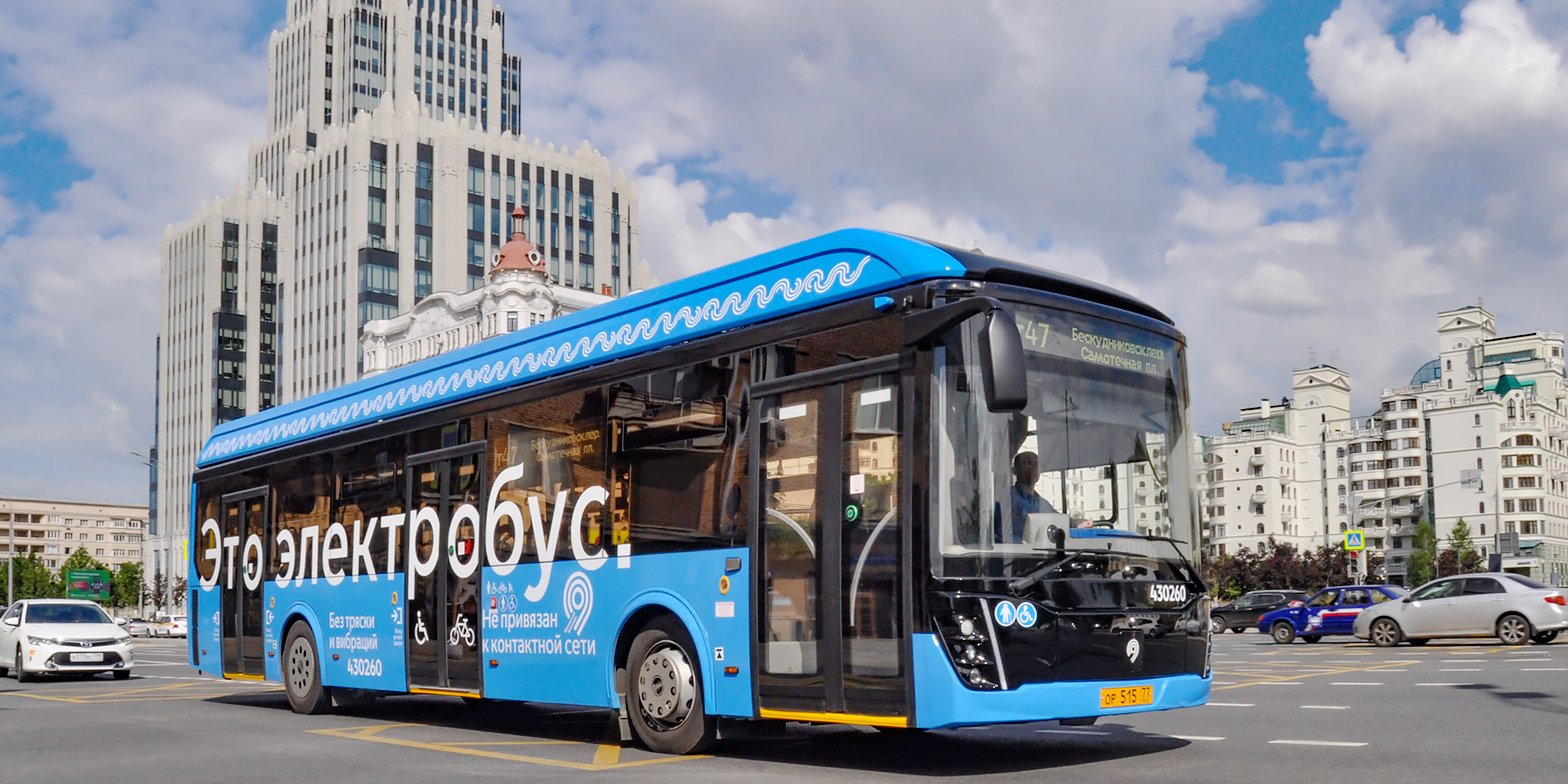
Электробус ЛиАЗ-6274 на линии маршрута № т47 в Москве

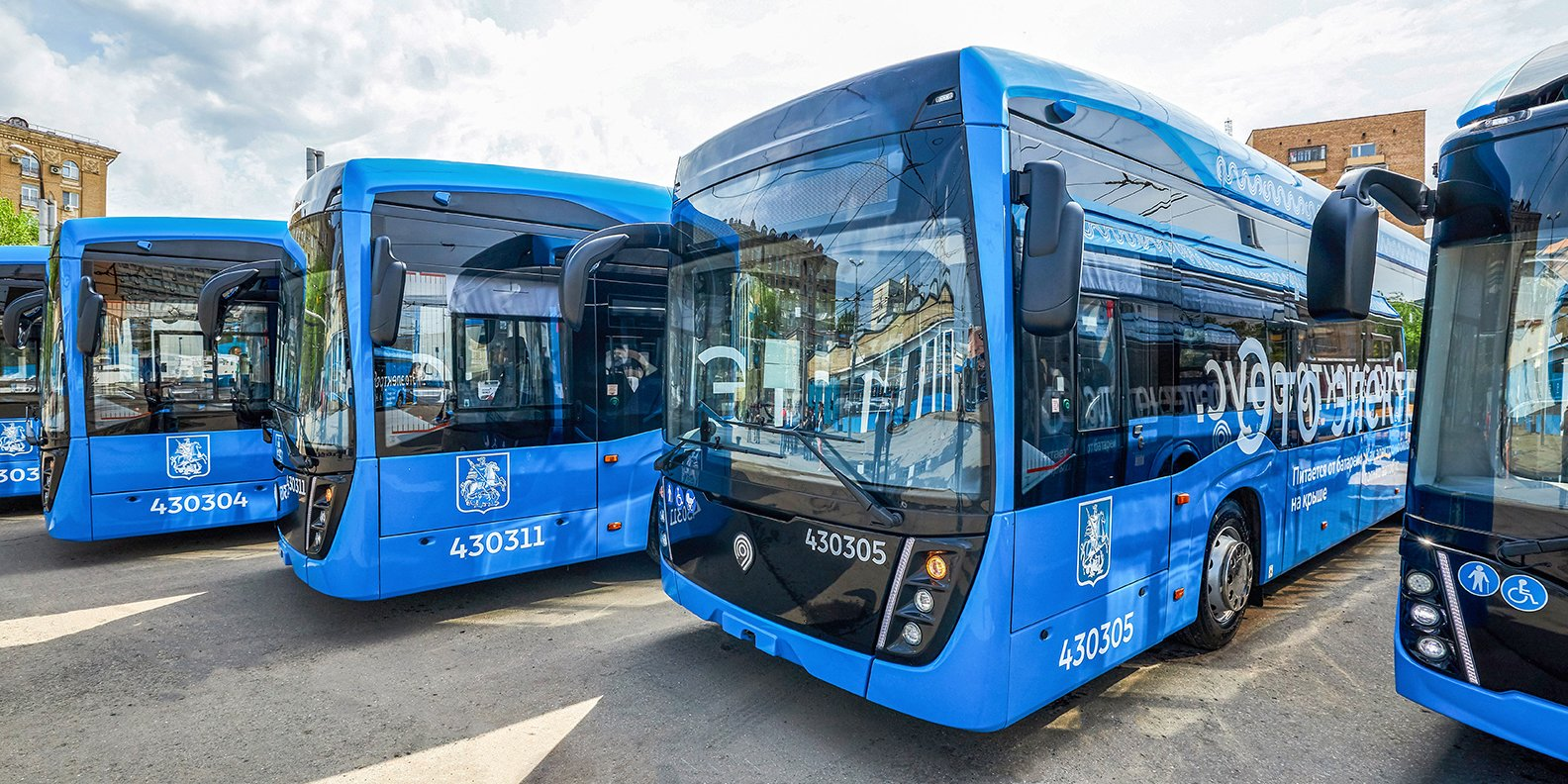
Новые электробусы Москвы в ожидании государственных регистрационных знаков

В декабре 2018 года по уже заключённым контрактам в столицу должны поступить 200 электробусов. В 2019 году город планирует закупать уже по 300 электробусов в год.
С 2021 года Правительство Москвы планирует отказаться от закупок автобусов с двигателями внутреннего сгорания и будет закупать только электрические автобусы. По состоянию на 26 декабря 2020 года в городе на 42 маршрутах работает более 550 электробусов.
Пассажирский салон московского электробуса в 2019 году рассчитан на 85 пассажиров и оснащён 30 сиденьями. Комфорт обеспечивают низкий уровень пола, пандус и накопительная площадка, а безопасность — автоматическая система информирования, датчики задымления и температуры, тревожные кнопки, система видеонаблюдения. Постоянно должны работать климат-контроль, спутниковая навигация, USB-разъёмы для зарядки мобильных устройств, информационные экраны и бесплатный Wi-Fi.
В мае 2019 года Москва вышла на первое место в Европе по количеству электробусов (100 машин).
В городе установлено более 70 зарядных станций, подключение новых к энергоинфраструктуре города продолжается по утверждённому графику.
4 июля 2019 года Правительство Москвы и ПАО «КАМАЗ» подписали соглашение, по которому в Москве планируется запустить линию по производству электробусов и электрокомпонентов к ним, а также создать центр инновационных разработок в сфере пассажирского общественного транспорта. Соглашение предусматривает строительство инженерно-производственного центра на территории Сокольнического вагоноремонтно-строительного завода. Проектная мощность филиала КАМАЗа должна составить не менее 500 электробусов в год.
По данным Департамента транспорта и развития дорожно-транспортной инфраструктуры города, с сентября 2018 года по август 2019 электробусы в Москве перевезли 10 млн пассажиров. По состоянию на конец августа 2019 года на 14 маршрутах столицы ежедневно трудились не менее 195 экологически чистых машин, ежедневно их услугами пользуется не менее 85 тыс. человек. В городе введено в строй уже 77 зарядных станций. К концу года планируется довести количество электробусов на маршрутах до 300, а самих маршрутов — до 21.
В 8-м микрорайоне Митина подрядные организации приступили к строительству специализированного парка для электробусов на 250 машин. Завершить все работы планируется не позднее середины 2021 года.
24 декабря 2019 года на площади Киевского вокзала был запущен 300-й столичный электробус.
По состоянию на начало июля 2022 года, в Москве работали 1000 электробусов на 76 маршрутах.
По состоянию на 20 января 2024 года в Москве более 1400 электробусов работают на 117 маршрутах, 10 из которых де-факто выполняют роль пригородных с транзитными участками в Московской области.
На начало августа 2025 года в Москве свыше 2,4 тыс. машин на электрической тяге обслуживают более 210 маршрутов. Ожидается, что к 2035 году почти весь парк Мосгортранса перейдет на электробусы.
В апреле 2025 был представлен электробус следующего поколения КАМАЗ-52222 для замены модели 6282, выпускаемой серийно с 2018 года. Объявлено, что поставки нового электробуса будут в 2025 году и основным покупателем станет Москва.

#### Санкт-Петербург

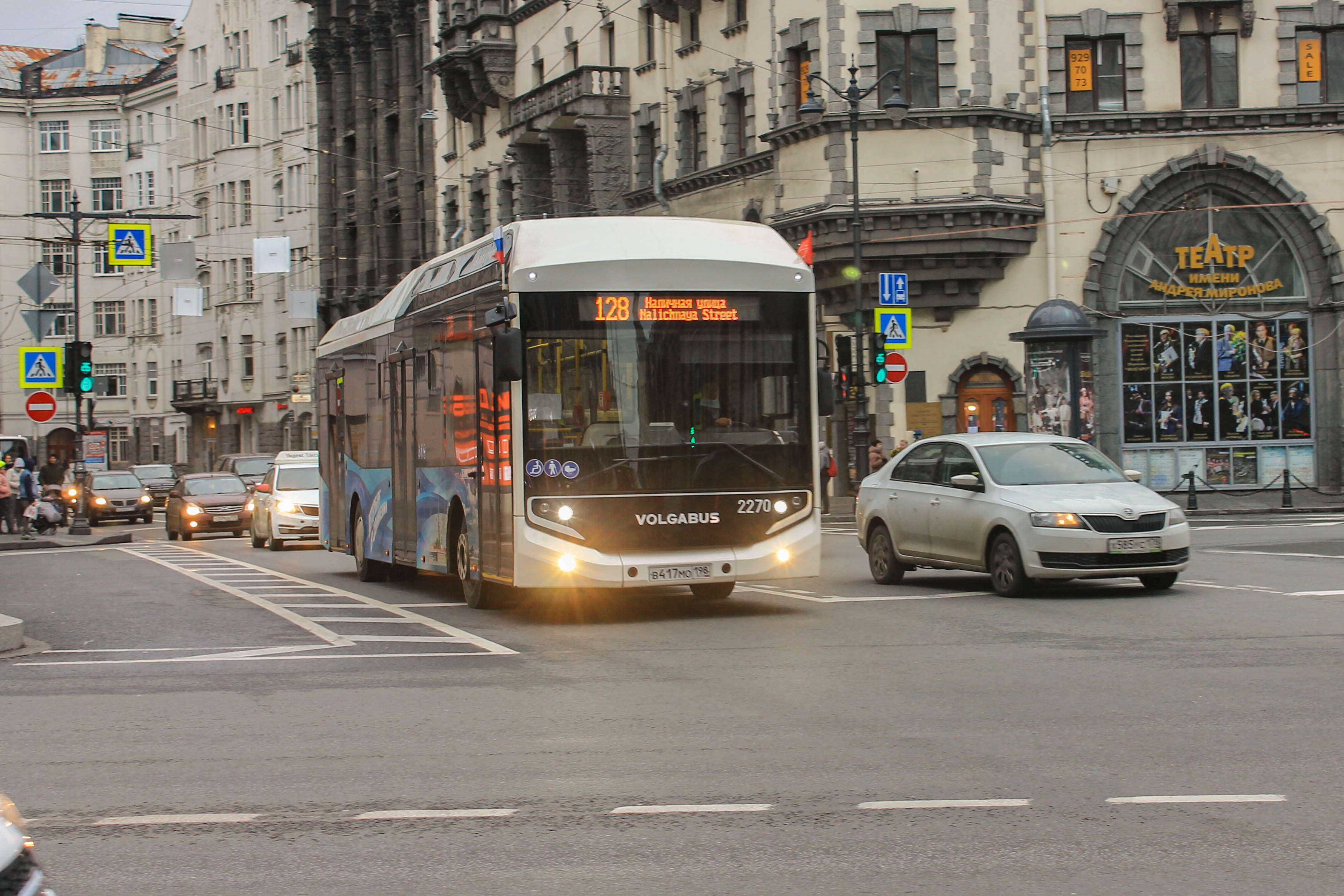
Электробус Volgabus-5270.E0 на маршруте № 128

19 марта 2019 на базе СПб ГУП «Пассажиравтотранс» вместо части автобусов маршрута №128 запущены электробусы с зарядкой в парке.

#### Волгоград
История электробуса в Волгограде начинается в 2017 году, когда на презентации холдинга Bakulin Motors Group у подножия Мамаева Кургана был показан первый в городе электробус «Volgabus-5270.E0». Тогда же, на той встречи был губернатор области Андрей Бочаров. «Мы смотрим тенденцию развития электробусов. На самом деле это, наверное, один из самых перспективных транспортов в будущем. Мы крайне заинтересованы в использовании транспортных средств именно электробусов на территории Волгоградской области и, в первую очередь, в городе-герое Волгограде», — заявил губернатор региона. Жители Волгограда одними из первых в стране познакомились с пассажирским электробусом.

Электробус КамАЗ-6282 на линии маршрута № 15 в Волгограде

С середины ноября по начала декабря 2017 года состоялись испытания всё того же электробуса на троллейбусных маршрутах Волгограда. В первый же рабочий день, 20 ноября 2017 года, только за полдень электробус перевёз около 500 человек.
Городская администрация рассматривала электробус в качестве альтернативы троллейбусу — на тот момент уже были сокращены с десяток троллейбусных маршрутов, убраны Красноармейские и Кировские троллейбусные системы, а также были закрыты все троллейбусные депо, за исключением четвёртого, в настоящее время существующий как троллейбусный парк. Однако, из-за конструкционных недочётов, а также дорогой стоимости их, от приобретения электробусов городская администрация отказалась.
Спустя 5 лет, в 2022 году, Камский автомобильный завод передал Волгограду электробус «КамАЗ-6282» для проведения тестовой эксплуатации на улицах города. В ходе передачи ключей от электробуса, директор департамента пассажирского транспорта ПАО «КАМАЗ» Данил Гинятуллин отметил экологические и экономические преимущества инновационного электротранспорта.
Уже на следующий день, 14 сентября, электробус вышел на троллейбусный маршрут 15а, а уже 28 сентября было объявлено о начале испытаний электробуса на новом тестовом маршруте 15э «Больничный комплекс — Кардиоцентр — ТРЦ Акварель».

Электробус на тестовом маршруте 15э «Больничный комплекс — Кардиоцентр — ТРЦ Акварель» в Волгограде

Электробус зарекомендовал себя хорошо и уже в следующем году заключили контракт на поставку 20 электробусов производства завода «КамАЗ». Электробусы были приобретены за счёт целевой безвозвратной федеральной субсидии, выделяемой в рамках госпрограммы «Развитие транспортной системы», входящей в нацпроект «Безопасные качественные дороги». Ещё через пару месяцев было заключено дополнительное соглашение о приобретении ещё одного электробуса. Таким образом, всего в Волгоград будет поставлено 21 электробус. Так же на ПМЭФ между Волгоградской областью и Камским автомобильным заводом было подписано Соглашение о развитии сотрудничества.
Открыть электробусный маршрут планировалось к началу декабря, однако 19 октября 2023 года было официально запущено тестовое движение по сокращённому маршруту 15 «Обувная фабрика — Тополёвая», что полностью повторяет трассу следования ранее закрытого троллейбусного маршрута 18. В будущем планируется продлить маршрут до Железнодорожного вокзала, а так же окончательно переоборудовать троллейбусное депо в Кировском районе для работы с электробусами.

#### Красноярск
Развитие электротранспорта, замена старых автобусов на новые - часть комплексной программы по улучшению экологической обстановки Красноярска. В 2018 году в ходе визита в краевой центр президент Владимир Путин поручил правительству РФ совместно с правительством края разработать такой документ.
2022
В конце 2022 года Красноярский край начал закупать электротранспорт для Красноярска. Целью закупки было улучшение экологии в Красноярске.
2023
В 2023 году Красноярский край начал закупать электробусы и зарядные станции для электробусов. В сумме было закуплено 20 электробусов и 3 зарядные станции. Общая стоимость на покупку электротранспорта и зарядных станций для них приблизительно 1,1 млрд. рублей.
2024
На начало 2024 года в Красноярске было всё оборудование для электротранспорта. 19 января 2024 года на тестовые испытания вышли первые электробусы. Тестовый электробус под номером 6 шел из Студенческого городка в Утиный плес. 17 февраля 2024 года вышел первый публичный маршрут под номером 1. Стоимость на проезд такая же, как и на троллейбусах - 40 рублей (данные на 10 мая 2025 года).
2025
Хоть Красноярск и является городом-миллионником, в ближайшее время новых маршрутов и электробусов не планируется.
2028
В 2028-м году, как раз к юбилею Красноярска, в городе появится ещё 600 новых электробусов, однако это лишь в планах.

### Украина
По состоянию на 2023 год электробусы не получили в Украине значительного распространения.
Первым изготовленным в Украине батарейным электробусом стал Электрон Е19101, выпущенный концерном «Электронтранс» во Львове в 2015 году. Его стоимость тогда составила 8,99 млн грн. По состоянию на 2023 год он остаётся в единственном экземпляре и используется на троллейбусных маршрутах Львова параллельно с обычными троллейбусами.
В декабре 2022 года Верховная Рада Украины поддержала законопроект № 8172, согласно которому в городах с населением более 250 тысяч жителей с 2027 года 25 % автобусов должны быть электрическими. К 2030 году их доля должна вырасти до 50 %, а начиная с 2033 года в городах областного и районного значения для перевозки пассажиров должны использоваться исключительно электробусы (вместо автобусов с двигателями внутреннего сгорания).
Троллейбусы с автономным питанием (батарейные троллейбусы) используются в Украине с 2017 года именно как продлённые маршруты. Первым городом с такими батарейными троллейбусами стал Днепр (они работают на маршруте № 6). В 2022 году троллейбусы с аккумуляторными батареями применяются также в Харькове, Сумах, Виннице, Хмельницком, Луцке, Черновцах, Кропивницком, Запорожье, Кременчуге, Ровно и других городах.
Наиболее распространённые марки и модели троллейбусов с аккумуляторными батареями в Украине:
- Днепр-Т203 (в кузове МАЗ-203) — Днепр, Запорожье, Ровно, Черновцы;
- PTS-12 (в кузове МАЗ-203) — Харьков, Винница;
- PTS-12 (в кузове AKIA) — Винница, Черновцы;
- Богдан Т70117 — Хмельницкий, Луцк, Сумы.

#### Киев
В столице находятся лишь два электробуса, использующихся на отдельных автобусных маршрутах в тестовом или пилотном режиме. Один из таких запусков произошёл на маршрутах № 24 и № 55. В дальнейшем планировалось закупить от 17 до 20 машин в рамках «Киотского протокола» и развивать инфраструктуру зарядки.

#### Львов
Единственный электробус — Электрон Е19101, выпущенный концерном «Электронтранс» во Львове в 2015 году, остаётся единственным экземпляром. Он работает на троллейбусных маршрутах Львова параллельно с обычным электротранспортом.

#### Винница
Начиная с 2019 года в Виннице работает электробус китайского производства Skywell, который находится на балансе Винницкой транспортной компании и используется на автобусном маршруте.

#### Ужгород
21 января 2025 года городской совет Ужгорода заключил контракт с заводом «ЭлектронМаш» на поставку 9 низкопольных электробусов. Это станет первым общественным электротранспортом в городе. Контракт включает не только сами автобусы, но и зарядную инфраструктуру, запасные части и обучение персонала. Проект финансируется ЕИБ (3,9 млн €); поставка ожидается через 10 месяцев после внесения аванса.

#### Луганск
В середине июля 2025 года в Луганске на маршрут № 155 впервые вышли два электробуса, переданные из Москвы вместе с зарядной станцией в рамках соглашения о сотрудничестве между столицами. Это первая попытка внедрения электробусов в город, где ранее действовали преимущественно маршрутки и автобусы с ДВС. Впервые электробусы появились в эксплуатации уже 11 июля 2025 года. В 2025 году предполагается поставка ещё 10 электробусов модели КАМАЗ-6282, которые после испытаний также начнут работу на маршруте № 155.

### Беларусь
Высокая стоимость экологически чистого транспорта, целесообразность закупки и производства электробусов вообще, активно обсуждается в белорусском обществе и прессе. По состоянию на 2025 год электробусы есть в десяти белорусских городах: Бресте, Витебске, Гомеле, Гродно, Жодино, Минске, Новополоцке, Могилёве и Шклове.

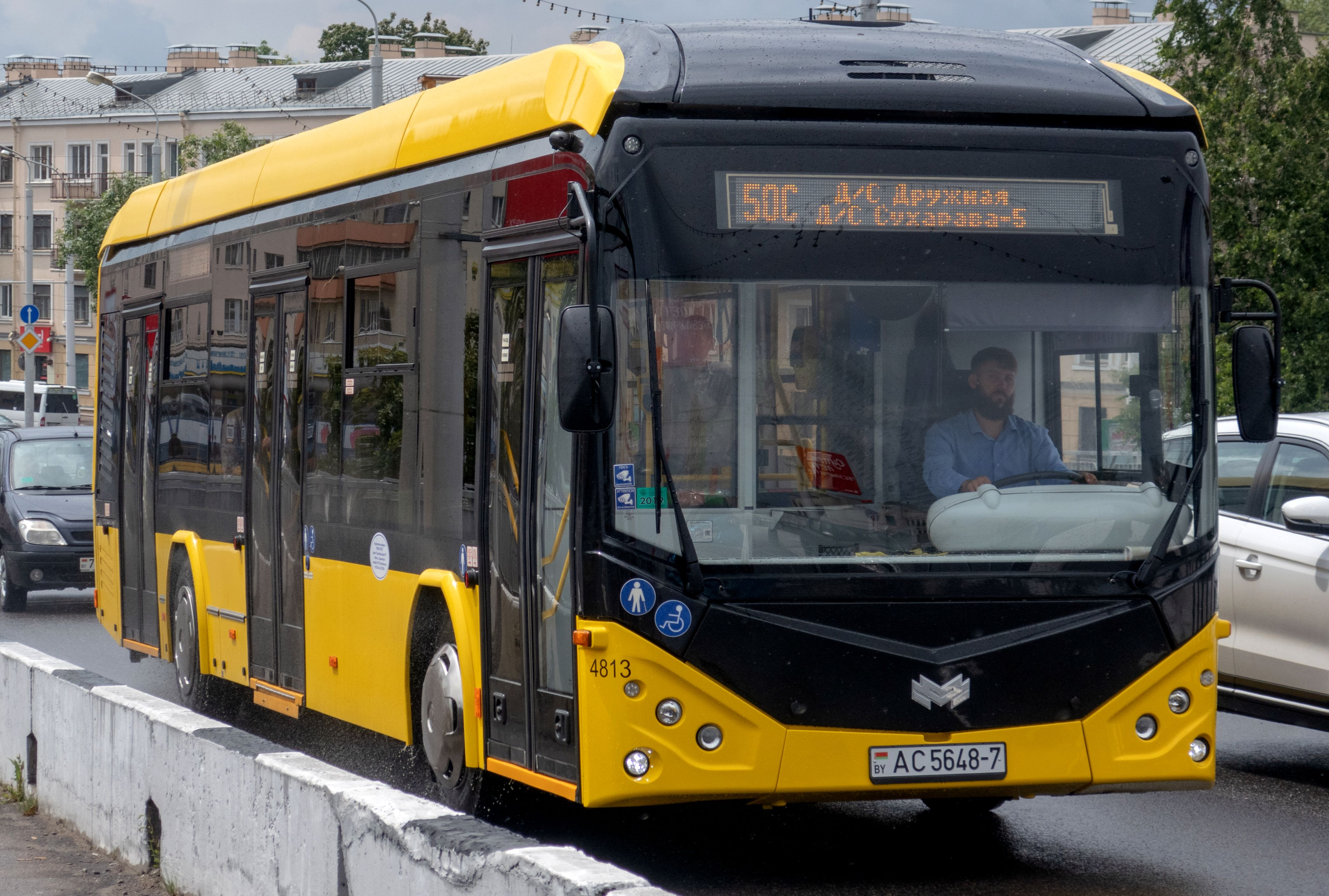
Электробус АКСМ-E321 в Минске на маршруте № 50с

#### Минск
В мае 2017 в Минске запустили первые электробусы собственного производства — Е433, построенные «Белкоммунмаш». По состоянию на конец 2017 года минское АО «Белкоммунмаш» производит и предлагает к продаже две модели городских электробусов: Е433 «Vitovt Max Electro» и Е420 «Vitovt Electro».
В 2019 году ГУ «Столичный транспорт и связь» Мингорисполкома заключило контракт с производителем на поставку 32 электробусов новой модели E321 белорусского производства, использующей кузов и некоторые агрегаты троллейбуса АКСМ-321. Каждый электробус обходится столичному бюджету примерно в 475 000 долларов.

#### Могилёв
В 2018 году в городе на маршруты общественного транспорта были запущены несколько электробусов китайского производства от «Hunan CRRC Times Electric Vehicle Co, Ltd». Дорогостоящие машины были подарены жителями китайской провинцией Хунань городу Могилёву. С декабря 2021 года парк стал пополняться электробусами МАЗ 303E отечественного производства. 13 апреля 2023 года на линию вышли первые 6 электробусов Е321 производства ОАО «Белкоммунмаш» с динамической подзарядкой (троллейбусов с автономным ходом).

#### Брест
Городские власти готовятся поставить четыре электробуса белорусского производства на городские маршруты в рамках инновационного проекта экологически привлекательного города «СимбиоСити». Одна из его подпрограмм предполагает создание в Бресте системы движения общественного транспорта, которая позволила бы минимизировать выбросы в районах с наибольшим скоплением автомобилей. Планируется запустить первые брестские электробусы в год тысячелетия города.
Новополоцк
В январе 2025 года в Новополоцк были поставлены 2 электробуса белорусского производства BKM E433 Vitovt III Max Electro. В планах поставить в город ещё 26 электробусов за 2025 год. Закупка и поставка осуществляется в рамках Пилотного проекта по обеспечению электротранспортом Новополоцка.

### США

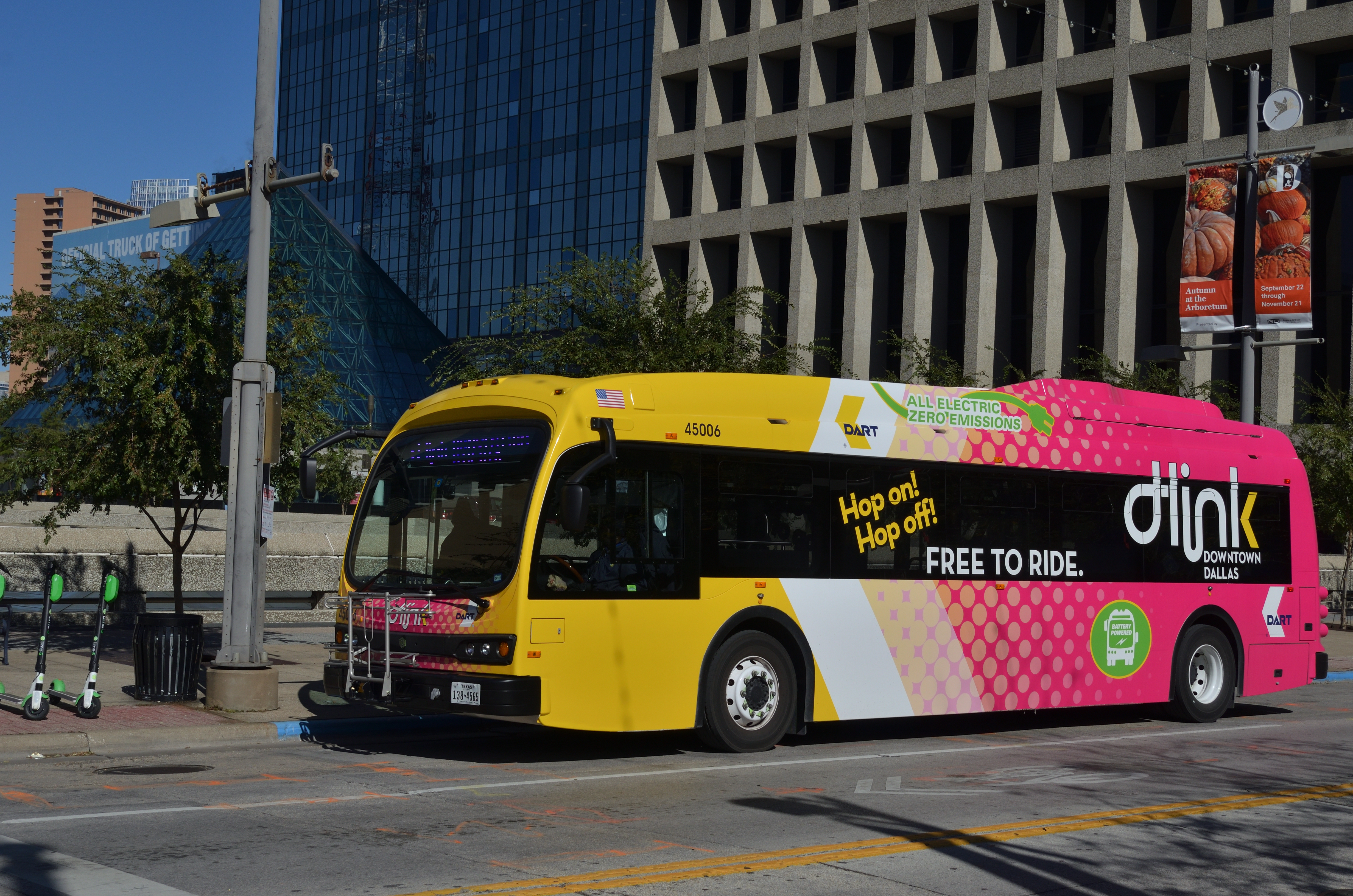
Электробус Proterra ZX5 перевозчика «DART D-LINK» в Далласе на маршруте № 722

По сообщению консалтинговой компании Eb Start Consulting, парк электробусов в США вырос в 2017 году на 83 % (182 в начале года против 383 годом позже) (основные поставщики электробусов в этом году: китайская BYD, американский стартап Proterra и канадская New Flyer); к тому времени 165 электробусов производства BYD и 126 — Proterra находились в эксплуатации. В 2018 году в Нью-Йорке эксплуатировалось 10 электробусов (и ещё 15 были закуплены) при общем количестве автобусов 5700, из них 1700 гибридных.

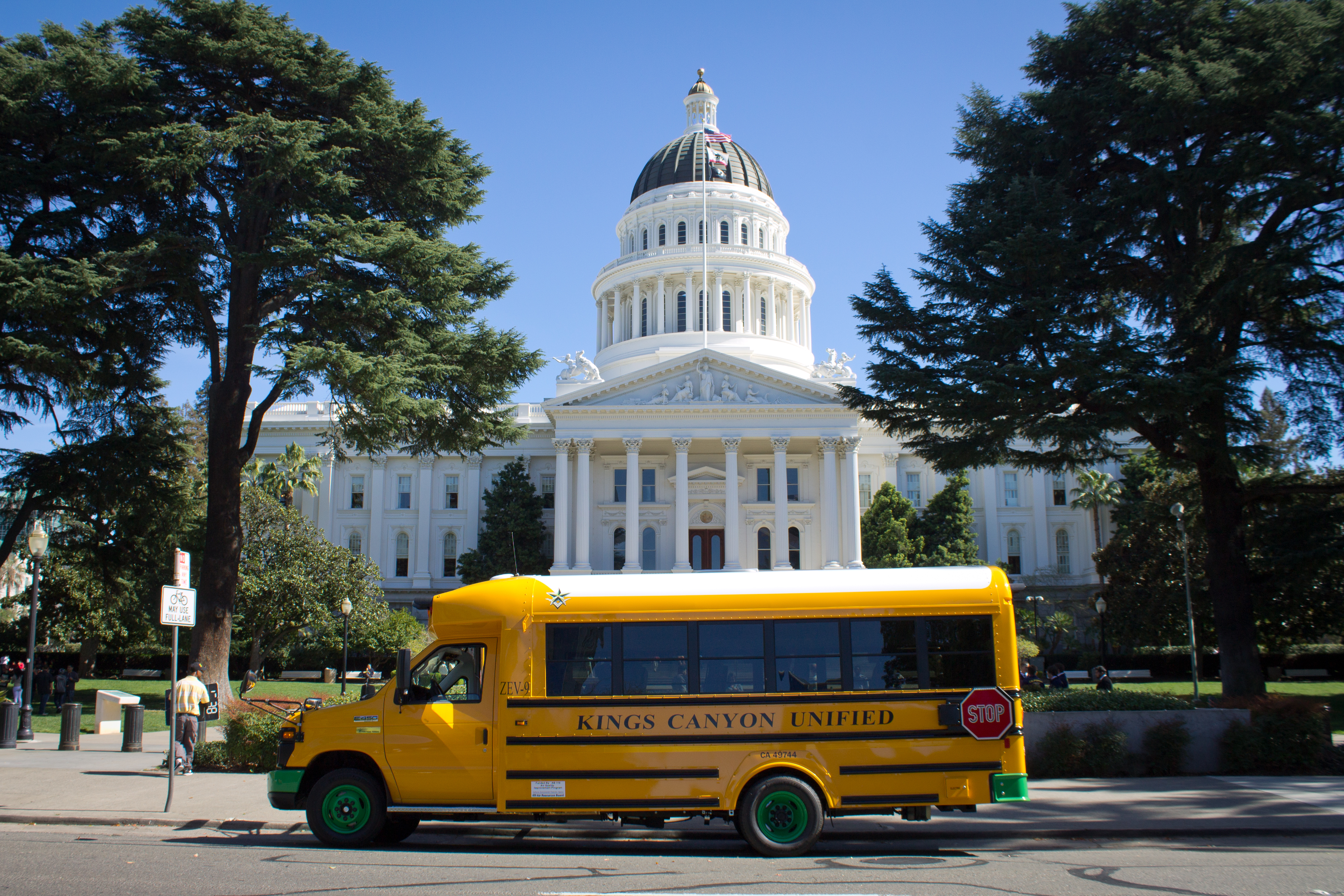
Первый полностью электрический школьный автобус в штате Калифорния остановился у здания Капитолия Калифорнии в Сакраменто

По сообщению компании Proterra в сентябре 2017 года электробус на платформе Catalyst E2 Max преодолел на тестовом полигоне без подзарядки 1100 миль (1800 км), установив тем самым новый мировой рекорд для транспортного средства с питанием от аккумуляторов. Ёмкость аккумуляторной батареи 660 кВт⋅ч. Скорость движения во время теста не была раскрыта представителем компании. В условиях городского движения с пассажирами на борту и работающей системой вентиляции и кондиционирования автобус такой модели проходит около 200 миль (320 км) без подзарядки.
В то же время отношение к электробусам представителей транспортных компаний в регионах смешанное. С одной стороны, электробусы показывают неплохие результаты в умеренных условиях окружающей среды: в одном случае за 1 час работы на маршруте электробус потратил 2 % заряда аккумулятора. С другой стороны, в условиях жары или мороза работа электробуса не столь эффективна. Например летом 2018 в жару электробус смог пройти 89,9 мили (140 км) — лишь 2/3 расстояния от заявленного производителем. По сообщениям в другом случае при температуре 5 °F (−15 °C) электробус пробыл на линии лишь 40 минут, пройдя примерно 16 миль (26 км).
Представитель канадской New Flyer, крупнейшего поставщика обычных автобусов на рынок США, отмечал, что цитируемые производителями тесты, как правило принимают во внимание только энергию затраченную на передвижение, исключая затраты на обогрев или кондиционирование воздуха в салоне и другие вспомогательные функции. Например, на одном из тестов, при температуре окружающего воздуха −7 °C затраты энергии распределились следующим образом: 40 % отопление, 20 % движение и 40 % на остальное, в том числе и «приседание» (англ. kneeling) электробуса на остановках для облегчения посадки пассажиров.
В 2023 году стартап Proterra обанкротился.
Тем не менее эксперты считают, что технические недостатки раннего периода развития будут преодолены и у электробусов есть будущее. На электробусы уже сейчас есть спрос и заключаются новые контракты на их поставку.

### Израиль
В Израиле электробусы, разработанные и произведённые заводом BYD, есть в каждом крупном городе хотя бы на одном маршруте. Обычно они ходят через парки и лесопарки внутри города. Первый в стране электробусный маршрут был открыт в Тель-Авиве.